# Quản lý công nghệ
Quản lý công nghệ là một tập hợp các ngành quản lý mà cho phép tác tổ chức quản lý các nền tảng công nghệ của họ để tạo ra lợi thế cạnh tranh. Các khái niệm điển hình được sử dụng trong quản lý công nghệ là:
- chiến lược công nghệ (logic hoặc vai trò của công nghệ trong tổ chức),
- dự báo công nghệ (xác định các công nghệ có thể có ý nghĩa lớn cho tổ chức, có thể thông qua tìm kiếm công nghệ),
- lộ trình công nghệ (công nghệ lập bản đồ đến nhu cầu kinh doanh và thị trường), và
- danh mục dự án công nghệ (một loạt các dự án đang triển khai) và danh mục công nghệ (tập hợp công nghệ đang sử dụng).

Vai trò của chức năng quản lý công nghệ trong một tổ chức là hiểu được giá trị của một số công nghệ nhất định cho tổ chức. Phát triển công nghệ liên tục có giá trị miễn là điều này có giá trị cho khách hàng và do đó chức năng quản lý công nghệ trong một tổ chức nên có thể tranh luận khi nào nên đầu tư vào phát triển công nghệ và khi nào rút ra.